# 노강서원 (고령군)
노강서원 (고령군)(稷川書院)은 대한민국 경상북도 고령군에 위치한 조선 시대의 서원이다. 1717년에 창건되었으며, 송시열(宋時烈), 권상하(權尙夏), 한원진(韓元震), 윤봉구(尹鳳九), 송환기(宋煥箕)를 제향하고 있다.